# Carl Ouellet
Carl Joseph Yvon Ouellet (* 30. Dezember 1967 in Montreal, Québec), besser bekannt unter seinen Ringnamen Carl Ouellet und Pierre Ouellet, Pierre Carl Ouellet (PCO) sowie Jean Pierre LaFitte ist ein kanadischer Wrestler.
Zu Beginn seiner Karriere wurde er vor allem als Midcarder und Tag-Team-Wrestler eingesetzt. Einer seiner größten Erfolge aus dieser Zeit ist der dreifache Erhalt der WWF World Tag Team Championship mit Jacques Rougeau als Tag-Team The Quebecers. Nachdem er 2011 in den Ruhestand gegangen war, kehrte er überraschend in den Ring zurück und steht nun bei Ring of Honor unter Vertrag, wo er mit 51 Jahren ältester ROH World Champion wurde.

## Leben

### Jugend
Im Alter von 12 Jahren verlor er die Sehfähigkeit im rechten Auge, nachdem ihn ein Freund versehentlich mit einem Luftgewehr angeschossen hatte. Er begann deshalb eine Augenklappe zu tragen, die später in seiner Wrestlingkarriere eines seiner Markenzeichen wurde. Er probierte in seiner Jugend verschiedene Sportarten wie Baseball, Football und Hockey aus und gewann mit der Zeit auch sein räumliches Sehvermögen zurück beziehungsweise konnte sein Handicap mit den Jahren ausgleichen.
Als Teenager lernte er die Wrestling-Promotion Lutte Internationale kennen und sah Stars wie Rick Martel, die Rogeau Brothers, King Tonga, Dino Bravo und Pat Patterson wrestlen. Jedoch erst mit Beginn der Hulkamania in der World Wrestling Federation (WWF) begann sein Interesse an Wrestling als Beruf. Es folgten Auftritte bei verschiedenen Independent Promotions in Quebec und im Osten von Kanada. Frühe Probleme hatte er, weil er als Franko-Kanadier ein eher schlechtes Englisch sprach, die meisten Booker und Wrestler aber kein Französisch konnten und auch die verschiedenen Spots in Englisch angesagt wurden.
Carl Ouellet begann langsam auf der ganzen Welt zu wrestlen. So trat er für Promotions in Puerto Rico, England, Südafrika und ab 1992 auch regelmäßig bei der deutsch-österreichischen Liga Catch Wrestling Association (CWA) auf. Dort sollte er auch wieder ab 1997 verstärkt eingebunden werden. Auch für World Wrestling Council (WWC) arbeitete er regelmäßig. Dort hatte er Main-Events mit unter anderem Carlos Colón, Abdullah the Butcher und Jose Gonzalez.

### World Wrestling Federation/World Championship Wrestling

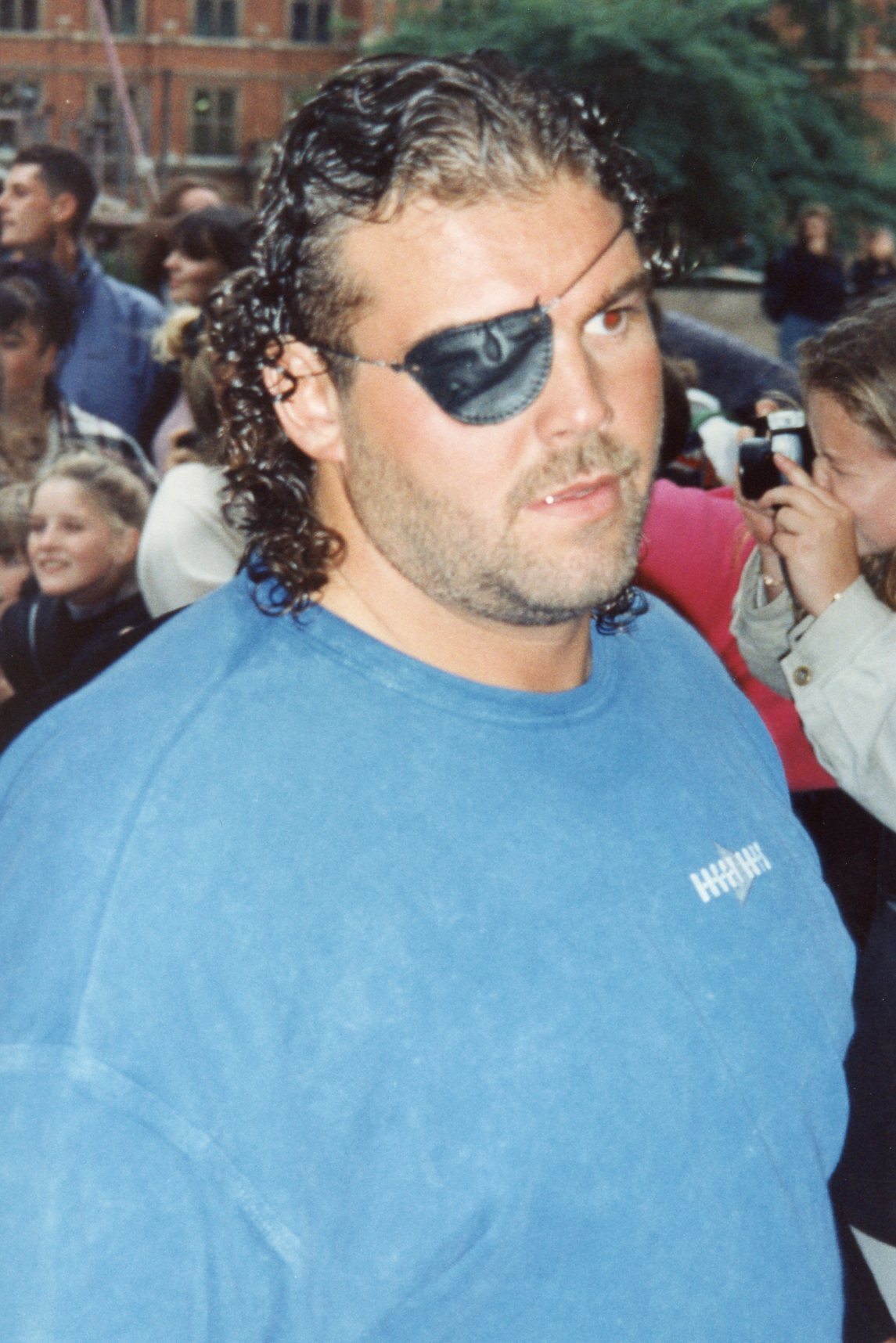
Carl Ouellet mit Augenklappe (1995)

Im Jahr 1993 kam Ouellet in die World Wrestling Federation (WWF). Jacques Rougeau, dessen Karriere nach dem Rücktritt seines Bruders Ray Rougeau als The Mountie stagnierte, entdeckte Ouellet in Puerto Rico und empfahl ihn für die WWF. Zusammen mit Rougeau bildete Ouellet ab Juli 1993 das Tag Team The Quebecers. Dort hatte er den Namen Quebecer Pierre. Als Manager fungierte Johnny Polo, später bekannt als Raven. In den Jahren 1993 und 1994 gewannen die Quebecers dreimal die WWF World Tag Team Championship. Nachdem Rougeau 1994 die Promotion verlassen hatte, erhielt Oulette ein neues Gimmick und trat als Pirat unter dem Namen Jean Pierre LaFitte an. 1995 hatte er eine dreimonatige und generell gut rezipierte Fehde gegen Bret Hart. Zwei Matches aus jener Zeit ragten heraus. Zum einen das Retirement-Match gegen Jacques Rogeau im Montreal Forum am 21. Oktober 1994, zum anderen ein Mainevent-Match gegen Bret Hart im ausverkauften Madison Square Garden.
Seine Pläne als Einzelwrestler sahen vor, dass er um die WWF Championship kämpfen sollte und sein Standing in Kanada überzeugte zunächst auch Vince McMahon. Es sollte jedoch anders kommen: Nachdem er bei einer Houseshow in Montreal sich dem amtierenden Champion Diesel (Kevin Nash) geschlagen geben sollte, fürchtete er um einen Imageverlust und ein Ende seiner Karriere. Tatsächlich war er schon vorher mit The Kliq (eine Backstage-Gruppe um Shawn Michaels und Nash) aneinandergeraten, die eine starke Macht im Backstage hatten. Zwar wurde das Finish zu einem Double-Countout geändert, doch anschließend machte die Kliq Druck auf Vince McMahon. Ein weiteres Match zwischen den beiden endete beinahe in einer Schlägerei backstage. Ouellets Gimmick wurde bald zu einem Jobber und kurze Zeit später bat er um seine Entlassung.
1996 wechselte Ouellet in die WCW. Dort bildete er mit Jacques Rougeau das Tag Team The Amazing French Canadians, das vor allem gegen Public Enemy (Rocco Rock und Johnny Grunge) und die Steiner Brothers (Rick und Scott Steiner) antrat.
1998 kehrten beide für zwei Jahre in die WWF zurück und traten wieder als The Quebecers an. Nachdem sein Vertrag im Januar 2000 ausgelaufen war, war er kurze Zeit bei Extreme Championship Wrestling aktiv, wechselte aber nach einem verlorenen Titelmatch gegen Justin Credible wieder in die WCW. Dort wurde er Teil des „Team Canada“ um Bret Hart. Am 14. August 2000 durfte er kurzzeitig die WCW Hardcore Championship halten, verlor diese aber am selben Abend gegen Norman Smiley. Da sein Visum in diesem Jahr auslief und nicht verlängert wurde, musste er nach Kanada zurückzukehren.

### Nach der WCW
Von November bis Dezember 2003 trat er bei Total Nonstop Action Wrestling (TNA) als maskierter Wrestler unter dem Ringnamen The Masked X an. Ab 2004 folgten gelegentliche Auftritte in Independent-Ligen, unter anderem in England und bei der neu formierten National Wrestling Alliance. Außerdem war er Moderator für die französische Ausgabe von TNA Impact. 2007 und 2008 erhielt er je ein Dark Match bei einem SmackDown-Taping. Bei einem ersten verlor er gegen den ECW-Star Tommy Dreamer, beim zweiten gegen Charlie Haas.
Am 8. Februar 2011 verkündete er seinen Ausstieg aus dem Wrestlinggeschäft. Sein vorerst letztes Match bestritt er gegen Desmond Wolfe in Montreal.

### Rückkehr zum Wrestling
Seit 2016 bestreitet er wieder Matches in Independent–Ligen. So traf er 2018 bei Joey Janela's Spring Break 2 auf den österreichischen Wrestler Walter. Das Match, das am Wrestlemania-Wochenende stattfand, wurde hochgelobt. Er begann zusammen mit dem Fitnesstrainer Destro ein neues Gimmick zu erschaffen, eine Art Frankenstein-Monster, das er in einer Serie von YouTube-Spots vorstellte. Diese bizarren Clips, in denen er angezündet wurde, Elektroschocks erduldete und anderen Arten von Folter erduldete, wurden zu viralen Hits.
Schließlich wurde er 2018 von Ring of Honor unter Exklusivvertrag genommen. Dort formte er zunächst ein Tag-Team mit Brody King und Marty Scurll namens Villain Enterprises. Zusammen mit Brody King gewann er die ROH World Tag Team Championship und einen Tag später die ROH World Six-Man Tag Team Championship mit Marty Scurll als zusätzlichen Mann. Am 16. April 2018 hatte er seinen bislang größten Auftritt nach seiner Rückkehr, als er in einem ausverkauften Madison Square Garden bei der G1 Supercard, veranstaltet von ROH zusammen mit New Japan Pro-Wrestling, den Tag-Team-Titel gegen die Guerillas of Destiny verlor.
2019 trat er beim Crockett Cup mit King an. Die beiden durften nicht nur die Trophäe gewinnen, sondern auch die vakante NWA World Tag Team Championship. Bei der PPV-Veranstaltung Final Battle am 13. Dezember 2019 wurde er mit 51 Jahren der älteste ROH World Champion in der Geschichte von Ring of Honor.

## Wrestlingtitel
- Catch Wrestling Association
  - CWA World Tag Team Championship (1×)[21] – mit Rhino Richards

- CPW International
  - CPW Tag Team Championship (1×) mit "Wild" Dangerous Dan

- Game Changer Wrestling
  - GCW Extreme Championship (1×)

- Great North Wrestling
  - GNW Canadian Championship (1×)[22]

- International Wrestling Association
  - IWA Intercontinental Heavyweight Championship (1×)

- International Wrestling Syndicate
  - IWS Heavyweight Championship (1×)

- Jonquiere Championship Wrestling
  - JCW Heavyweight Championship (1×)

- National Wrestling Alliance
  - NWA World Tag Team Championship (1×) – mit Brody King
  - Crockett Cup (2019) – mit Brody King

- Pro Wrestling Illustrated
  - Platz 71 der 500 besten Single-Wrestlers des Jahres in der PWI 500 (2019)[23]
  - Platz 393 der 500 besten Single-Wrestlerder PWI Years (2003)[24]
  - Platz 83 der 100 besten Tag Teams 1zusammen mit Jacques Rougeau (2003)

- Ring of Honor
  - ROH World Championship (1×)
  - ROH World Six-Man Tag Team Championship (1×) – mit Brody King und Marty Scurll
  - ROH World Tag Team Championship (1×) – mit Brody King
  - Tag Wars (2019) – mit Brody King
  - ROH World Championship No.1 Contendership Tournament (2019)[25]
  - Best of ROH Awards: Holy S*** Moment of the Year (2019)[26]
  - Best of ROH Awards: Faction of the Year (2019) – mit Villain Enterprises[27]

- Top of the World Wrestling
  - TOW Tag Team Championship (1×) – mit Al Snow

- World Championship Wrestling
  - WCW Hardcore Championship (1×)

- World Wrestling Federation
  - WWF Tag Team Champion (3×) – mit Quebecer Jacques[28]

- Xtreme Zone Wrestling
  - XZW Ironman Championship (1×)